# Родни, Брендон
Брендон Родни (англ. Brendon Rodney; род. 9 апреля 1992, Этобико) — канадский легкоатлет, бегун на короткие дистанции, чемпион мира 2022 года в эстафете 4×100 метров, чемпион мира по эстафетам 2017 года, двукратный призёр Олимпийских игр в эстафете 4×100 метров (2016 и 2020).

## Биография
Брендон Родни родился 9 апреля 1992 года в Этобико (ныне часть Торонто) в семье Бэзила Родни и Нериссы Максвелл. У него есть брат Карим и сестра Джамила. Родни занимался спортом с детства, намеревался стать профессиональным атлетом, серьёзно занялся бегом в возрасте 17 лет. Он учился в старшей школе Преподобного Генри Кэрра в Этобико, в 2010 и 2011 годах был капитаном школьной легкоатлетической команды. Во время учёбы в школе Родни участвовал в региональных соревнованиях в Торонто, в 2011 и 2012 году он побеждал на дистанции 100 метров, а также выигрывал в составе школьной команде эстафету 4×100 метров. После окончания школы он поступил в Шеридан-колледж в Онтарио, вскоре перевёлся в Университет Лонг-Айленда в Бруклине.
В университете Родни стал специализироваться на дистанции 200 метров. В сезоне 2012/2013 он принял участие в студенческих чемпионатах NCAA на открытом воздухе и в помещении. Оба чемпионата он завершил на 13-м месте, был включён во вторую символическую сборную студентов, а также установил университетский рекорд в беге на 200 метров (20,58 сек). На национальном чемпионате Канады 2013 года Родни занял четвёртое место в беге на 200 метров. Он попал в канадскую сборную, которая отправилась на летнюю Универсиаду 2013 года в Казани. Там он был пятым на 200-метровке и в составе канадской команды выиграл серебряную медаль в эстафете 4×400 метров.
В сезоне 2013/2014 на открытом воздухе Родни обновил университетский рекорд в беге на 200 метров (20,41 сек). Он выиграл чемпионаты Северо-Восточной конференции в беге на 100 и 200 метров, а также в эстафете 4×100 метров. В помещении Родни также установил новый рекорд университета на 200 метров (20,78 сек), выиграл чемпионат конференции в беге на 60 и 200 метров. В 2014 году Родни стал чемпионом Канады в беге на 200 метров и принял участие в Играх Содружества, проходивших в Глазго.
В студенческом сезоне 2014/2015 Родни победил на чемпионате Северо-Восточной конференции на дистанциях 60, 100 и 200 метров (как на открытом воздухе, так и в помещении), а также в эстафетах 4×100 и 4×400 метров. На обоих чемпионатах NCAA он вновь был 13-м в беге на 200 метров. Летом 2015 года Родни выступал за Канаду на чемпионате мира по лёгкой атлетике, проходившем в Пекине. В предварительных забегах на 200 метров он установил личный рекорд 20,18 сек, но после полуфинального забеге выбыл из дальнейшей борьбы. Родни выступал за канадскую эстафетную команду 4×100 метров вместе с Аароном Брауном, Андре Де Грассе и Джастином Уорнером, которая выиграла бронзовые медали чемпионата.
В июле 2016 года Родни был включён в состав сборной Канады на летних Олимпийских играх в Рио-де-Жанейро. Он выиграл бронзовую медаль в эстафете 4×100 метров. Также Родни состязался в беге на 200 метров, но не смог преодолеть этап квалификации.